# Alix von Montferrat
Alix von Montferrat (auch Alasia; * 1210; † vor April 1233 in Kyrenia) war eine Königin von Zypern als erste Ehefrau König Heinrichs I. von Zypern. Sie war eine Tochter des Markgrafen Wilhelm VI. von Montferrat aus der Familie der Aleramiden.
Ihre Ehe wurde von Kaiser Friedrich II. arrangiert, als dieser während seines Kreuzzuges 1228 auf Zypern weilte. Alix kam erst 1231 unter kaiserlichem Geleit nach Zypern, als sich ihr Ehemann und der gesamte Adel der Insel bereits im Aufstand gegen die Herrschaft der Statthalter des Kaisers (Lombardenkrieg) befanden. Sie hielt sich folglich ständig im Gefolge des kaiserlichen Statthalters Richard Filangieri auf, von dem sie nach dessen Niederlage in der Schlacht bei Agridi (15. Juni 1232) mit in die Burg Kyrenia verbracht wurde. Der Statthalter verteidigte sich hier noch zehn weitere Monate gegen König Heinrich I. und dessen Regenten, den alten Johann von Ibelin.
Der Chronist Philipp von Novara berichtete, dass Alix von den Anhängern der antikaiserlichen Opposition als „Lombardenkönigin“ bezeichnet wurde, aufgrund ihres Aufenthalts im kaiserlichen Lager. Ob sie sich freiwillig an der Seite Filangieris befand oder sich außer Stande sah, in das Lager ihres Mannes überzuwechseln ist allerdings unklar. Alix starb noch während der Belagerung von Kyrenia im Frühjahr 1233, noch bevor die Burg im April von Filangieri aufgegeben werden musste. Ihr Leichnam wurde von den Verteidigern an ihren Mann, den sie nie kennengelernt hatte, übergeben. Der erkannte ihre gemeinsame Ehe und damit ihren königlichen Rang an und ordnete eine Trauerprozession nach Nikosia an, wo Alix in der Sophienkathedrale bestattet wurde.